# Mellicta lucasi
Mellicta lucasi är en fjärilsart som beskrevs av Ruggero Verity 1920. Mellicta lucasi ingår i släktet Mellicta och familjen praktfjärilar. Inga underarter finns listade i Catalogue of Life.